# Ignacy Wyganowski
Ignacy Wyganowski (Wygonowski) herbu Kuczaba (zm. 6 kwietnia 1780 roku) – podkomorzy brzeskolitewski w latach 1774–1780, stolnik brzeskolitewski w latach 1770–1774, pisarz grodzki brzeskolitewski w latach 1752–1773.
Był elektorem Stanisława Augusta Poniatowskiego w 1764 roku z województwa brzeskolitewskiego. Poseł na sejm 1776 roku z województwa brzeskolitewskiego.